# Пси (кириллица)
Ѱ, ѱ (пси) — буква кириллицы, в настоящее время сохранилась только в церковнославянской письменности.
Происходит от греческой буквы пси (Ψ), использовалась для её замены в словах, заимствованных из греческого языка, а также для записи чисел. Буква, как и аналогичная в греческом алфавите, обозначала число 700. В глаголице аналогичная буква отсутствовала.
В русском языке употреблялась для обозначения звука «пс» почти исключительно в словах греческого происхождения, относящихся к церкви (например, «псалом»). Азбуковник советовал: «Везде пиши пса покоем, а не псями… Кое общение псу со псалмом?». Ещё одно нередкое употребление этой буквы — в составе частой в надписях формулы «такой-то писал» (пьсалъ; это исконное слово могло записываться как ѱалъ, ѱлъ или даже просто ѱ под титлом).
Была исключена из русского алфавита во время реформы Петра I в 1710 году, но в книгах гражданской печати ещё некоторое время иногда встречалась.